# Fosterella
Genre
Classification phylogénétique
Fosterella est un genre de plantes à fleurs de la famille des Bromeliaceae dont les espèces se rencontrent dans le Nord de l'Argentine, en Bolivie, dans le Sud du Mexique, au Paraguay et au Pérou.

## Taxonomie
Le genre porte le nom de Mulford B. Foster (1888-1978), un horticulteur et collectionneur américain.

## Espèces
- Fosterella albicans (Grisebach) L.B. Smith
- Fosterella aletroides (L.B. Smith) L.B. Smith
- Fosterella caulescens Rauh
- Fosterella chaparensis Ibisch, R. Vásquez & E. Gross
- Fosterella chiquitana Ibisch, R. Vásquez & E. Gross
- Fosterella cotacajensis Kessler, Ibisch & E. Gross
- Fosterella elata H. Luther
- Fosterella floridensis Ibisch, R. Vásquez & E. Gross
- Fosterella fuentesii Ibisch, R. Vásquez & E. Gross
- Fosterella gracilis (Rusby) L.B. Smith
- Fosterella graminea (L.B. Smith) L.B. Smith
- Fosterella hatschbachii L.B. Smith & R.W. Read
- Fosterella heterophylla Rauh
- Fosterella latifolia Ibisch, R. Vásquez & E. Gross
- Fosterella micrantha (Lindley) L.B. Smith
- Fosterella nowickii Ibisch, R. Vásquez & E. Gross
- Fosterella pearcei (Baker) L.B. Smith
- Fosterella penduliflora (C.H. Wright) L.B. Smith
- Fosterella petiolata (Mez) L.B. Smith
- Fosterella rexiae Ibisch, R. Vásquez & E. Gross
- Fosterella rojasii (L.B. Smith) L.B. Smith
- Fosterella rusbyi (Mez) L.B. Smith
- Fosterella schidosperma (Baker) L.B. Smith
  - var. vestita L.B. Smith & R.W. Read
- Fosterella spectabilis H. Luther
- Fosterella vasquezii E. Gross & Ibisch
- Fosterella villosula (Harms) L.B. Smith
- Fosterella weberbaueri (Mez) L.B. Smith
- Fosterella weddelliana (Brongniart ex Baker) L.B. Smith
- Fosterella windischii L.B. Smith & R.W. Read
- Fosterella yuvinkae Ibisch, R. Vásquez, E. Gross & S. Reichle